# Cañamares (Cuenca)
Cañamares es un municipio y localidad española de la provincia de Cuenca, en la comunidad autónoma de Castilla-La Mancha. El término municipal tiene una población de 454 habitantes (INE 2024).

## Geografía

### Ubicación

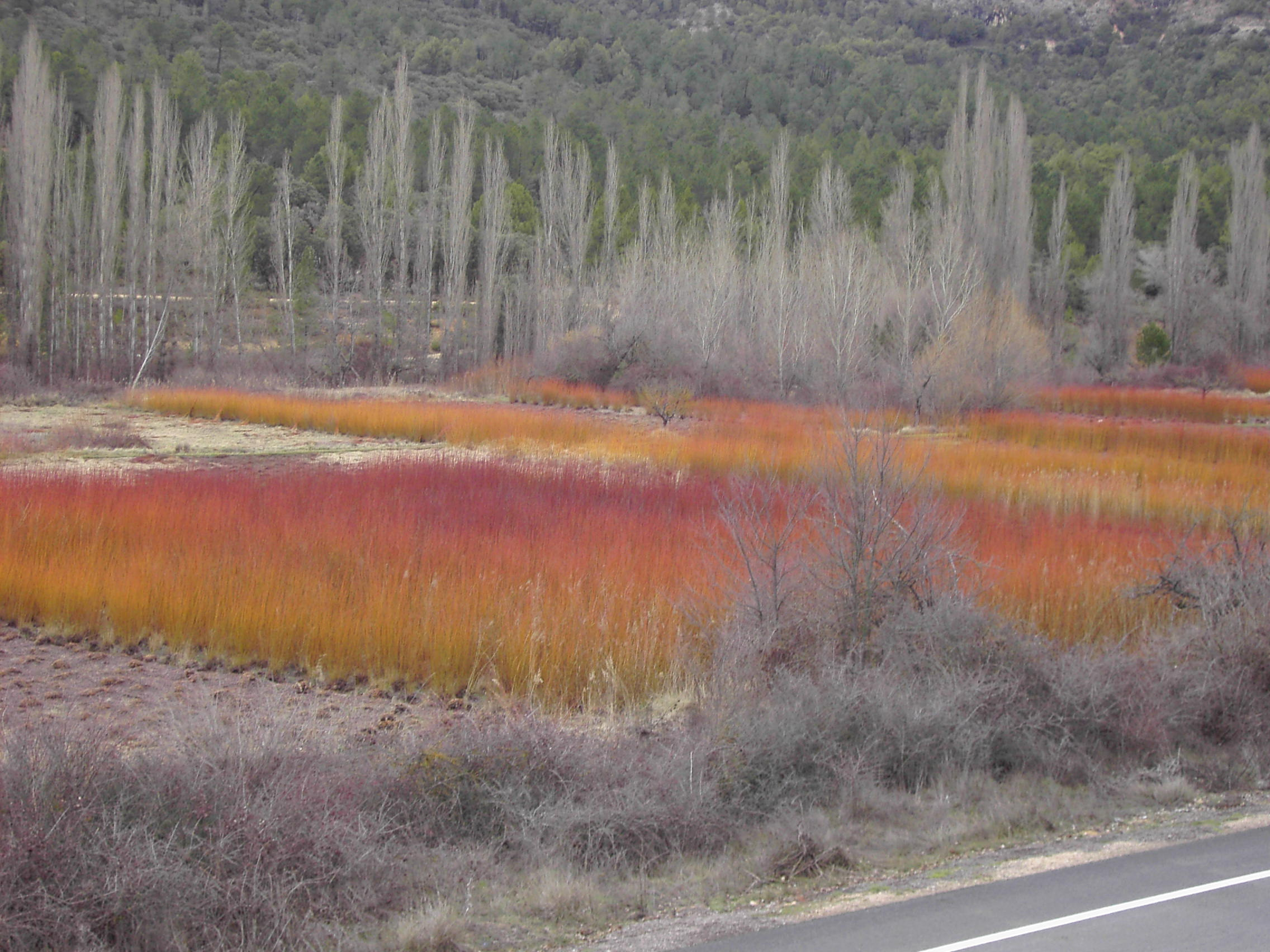
Campo de mimbre en Cañamares

La localidad está ubicada en la comarca de la Serranía Media. Cañamares hace de límite natural de la Serranía de Cuenca; está a 55 km de la capital provincial, Cuenca. Las poblaciones más cercanas son Priego y La Frontera, a unos seis kilómetros. A ocho se encuentra Fuertescusa.

### Hidrografía
Lo recorre el río Escabas, que forma dos grandes hoces, una antes, hacia Fuertescusa y otra después, hacia Priego, dejando Cañamares en un valle.

### Clima
Cuenta con un clima mediterráneo frío, con grandes diferencias de temperatura entre el día y la noche.

## Historia
El pueblo se fundó en la Alta Edad Media, cuando los soldados procedentes de La Rioja se asentaron en el Valle del Escabas. De ahí que el patrón sea San Millán y que el pueblo esté hermanado con la localidad de San Millán de la Cogolla. La villa fue de señorío jurisdiccional y pertenecía al linaje de los Carrillo de Albornoz, suyos son los blasones que figuran en el escudo de la localidad (el castillo y la banda en jefe).
Cuenta con la iglesia parroquial de San Millán, que es de estilo renacentista, con una bóveda de crucería estrellada sobre el presbiterio. En el siglo XVIII sufrió una remodelación que modificó la estructura original por lo que algunos elementos fueron alterados.
En la calle Los Olmos se encuentra una casa que perteneció a la familia del cardenal Gil de Albornoz, data de la época medieval, pero se encuentra muy deteriorada.
Hacia mediados del siglo XIX, el lugar tenía contabilizada una población de 421 habitantes. La localidad aparece descrita en el quinto volumen del Diccionario geográfico-estadístico-histórico de España y sus posesiones de Ultramar de Pascual Madoz de la siguiente manera:

CAÑAMARES: v. con ayunt. en la prov. y dióc. de Cuenca (6 leg.), part. jud. de Priego (6), aud. terr. de Albacete (30), c. g. de Castilla la Nueva (Madrid (24): sit. en una llanura á la parte oriental del r. Escobas, con clima algo frio; combatido con mas frecuencia por los vientos N. y E., y mas propensa á tercianas, reumas y viliosas que á otras enfermedades. Tiene 130 casas distribuidas en calles bien formadas; salas consistoriales; escuela de primeras letras, dotada con 1,100 rs. y concurrida por 30 alumnos; igl. parr. de entrada (San Millan), servida por un párroco y un sacristan; una ermita (San Bernardino), en las afueras del pueblo y hácia la parte S. en el camino que dirige á Albalate, y en el térm. varias fuentes de aguas delgadas; este confina N. Cañizares; E. Albalate; S. Fuentescusa, y O. Priego y Villaconejos. El terreno es de inferior calidad en su mayor parte; tiene una hermosa y deliciosa huerta de 1/2 leg. de estension con algunos frutales; muchas legumbres y cañamares, y al fin de ella una presa de escelente construccion; hacia la parte É. del térm. hay una deh. bien poblada de pinos y robles: atraviesa el térm. de E. á Ó. el mencionado r. Escobas, y pierde su nombre cuando se une al Guadiela. Los caminos son de pueblo á pueblo, y una carretera bastante quebrantada, dirige al Real Sitio del Solan de Cabras. La correspondencia se trae de Priego los lunes y viernes, y se lleva martes y sábados. Las prod. son bastante escasas, pero las mas preferibles son trigo, centeno, cebada, avena, cáñamo y legumbres; hay cria de ganado vacuno, cerdoso, cabrio y lanar churro, y abunda la caza menor de todas clases, y la pesca de trucha muy fina. ind.: un molino harinero con dos piedras. comercio: estraccion de algunos granos. pobl.: 100 vec., 421 alm. cap. prod.: 984,860 rs. imp.: 49,243, importe de los consumos 2,886. El presupuesto municipal asciende á 4,000 rs. y se cubre con los fondos de propios y arbitrios y reparto vecinal.
(Madoz, 1846, pp. 484-485)

## Administración
| Periodo   | Nombre                     | Partido |
| --------- | -------------------------- | ------- |
| 1991-1995 | Francisco Bermejo Villalba | PSOE    |
| 1995-1999 | Eladio Pérez Cañizares     | PP      |
| 1999-2003 | Eladio Pérez Cañizares     | PP      |
| 2003-2007 | Eladio Pérez Cañizares     | PP      |
| 2007-2011 | Arturo Guijarro Vindel     | PP      |
| 2011-2015 | Arturo Guijarro Vindel     | PP      |
| 2015-2019 | Arturo Guijarro Vindel     | PP      |

## Demografía
Cañamares cuenta con una población de 454 habitantes (INE 2024).
| Gráfica de evolución demográfica de Cañamares entre 1842 y 2021                                                     |
| |
| Población de derecho según los censos de población del INE Población de hecho según los censos de población del INE |

## Fiestas

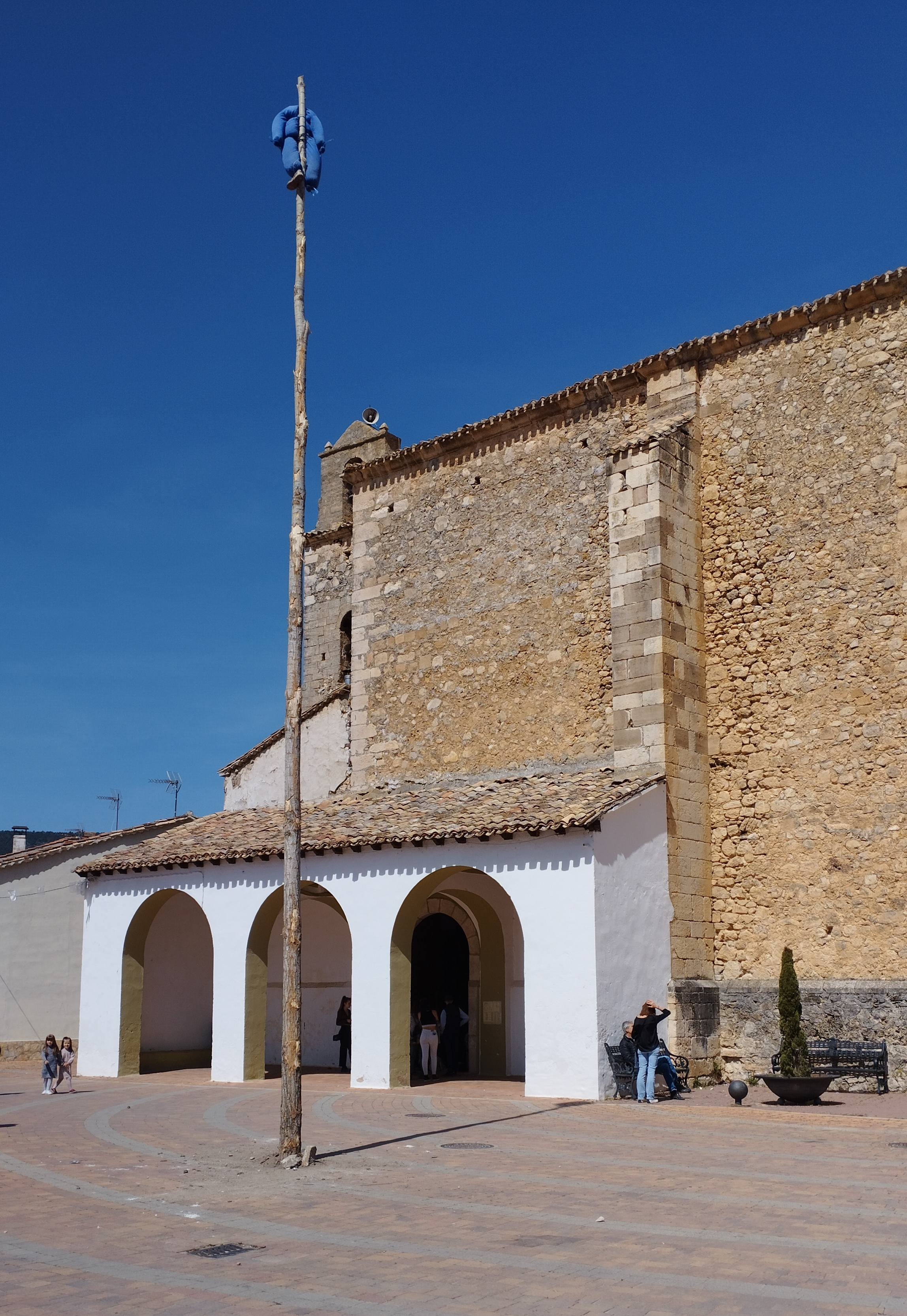
Pelele de la Fiesta del Judas, celebrada durante la Semana Santa.

El tercer fin de semana de agosto se celebran las fiestas en honor a la Virgen de la Dehesa, que comienzan con una romería en la que se lleva a la patrona del pueblo hasta el paraje que le da nombre.
El 12 de noviembre son las fiestas de San Millán Abad, patrón de Cañamares.
En Semana Santa se celebra la Fiesta del Judas, en la cual se cuelga un pelele de un alto poste en la plaza de la iglesia que es quemado el Domingo de Resurrección, tras producirse la procesión del encuentro entre las imágenes de la Virgen y del Cristo Resucitado.